# BM-11
БM-11 — северокорейская реактивная система залпового огня (РСЗО) калибра 122 мм.
Предназначена для поражения живой силы, небронированной и легкобронированной техники в местах скопления и сосредоточения сил противника.

## Общие сведения
БМ-11 (лат. BM-11) представляет собой модификацию советской РСЗО БМ-21 «Град». Разница заключается  в том, что пакет направляющих выполнен 30-ствольным, состоящим из двух секций по 15 стволов в каждой. В качестве шасси используются грузовые автомобили  Isuzu TW или Jiefang CA-30 с колёсной формулой 6×6.

## Тактико-технические характеристики
Калибр, мм — 122
Количество направляющих — 30
Боевая масса, т — 4
Расчет, чел — 5
Масса снаряда, кг — 66
Тип снаряда — осколочно-фугасный
Масса боевой части, кг — 6,4
Дальность стрельбы, км:
максимальная — 20,5
минимальная — 2,5

## Использование
Состоит на вооружении армии КНДР. Экспортировалась в ряд стран, применялась в ходе вооружённых конфликтов в Ливане, Ливии, а также в Ирано-иракской войне.